# Van Hool Fiat 625
Le Van Hool-Fiat 625 est un autocar de taille "midi", de ligne et GT fabriqué par le constructeur belge Van Hool sous licence, à partir d'un châssis motorisé fourni par Fiat V.I. division bus et qui restera en production jusqu'en 1972.
Le constructeur belge, lié à Fiat V.I. depuis l'accord signé le 15 février 1957, diffusa le modèle d'autocar Fiat 625 dans ses 2 séries à partir de 1965. Le modèle a connu un franc succès et resta en fabrication jusqu'en 1972. Fiat V.I., devenu Iveco diffusera directement ses véhicules de nouvelle génération Iveco 316 et l'autocar de luxe Iveco 315 qui lui succèderont.

## Histoire
Le constructeur Fiat Bus a commercialisé un châssis spécifique pour autocar/autobus dérivé du camion Fiat 625 mais n'a jamais construit le modèle complet. Ce châssis pour autobus sera très prisé par les carrossiers spécialisés italiens (Pasini) et étrangers, notamment Van Hool, qui n'utilisait, à l'époque, que des mécaniques Fiat.
L'autobus connaîtra 2 versions avec des motorisations différentes. Le châssis sera produit entre 1960 et 1972.
Sa capacité varie selon l'aménagement :
- 16 sièges en version GT,
- 25 sièges en version autobus de ligne,
- 44 sièges en version bus scolaire.

La première série de 1965 reprenait la carrosserie italienne Ruggieri qui conservait la face avant du camion à cabine avancée. La seconde série de 1968 était plus personnalisée Van Hool et reprenait les lignes du grand autocar Van Hool Fiat 320.